# Episodi di Scuola di football (prima stagione)
La prima stagione della serie televisiva Scuola di football è stata trasmessa in anteprima negli Stati Uniti d'America dalla HBO tra il 1984 e il 1985.
| nº | Titolo originale            | Titolo italiano | Prima TV USA     | Prima TV Italia |
| -- | --------------------------- | --------------- | ---------------- | --------------- |
| 1  | By the Bulls                |                 | 11 dicembre 1984 |                 |
| 2  | The Opener                  |                 | dicembre 1984    |                 |
| 3  | All Roads Lead to Dayton    |                 | dicembre 1984    |                 |
| 4  | The Slump                   |                 | dicembre 1984    |                 |
| 5  | Play Me or Trade Me         |                 | 1985             |                 |
| 6  | You Are Who You Eat         |                 | 1985             |                 |
| 7  | Uneasy Lies the Head        |                 | 1985             |                 |
| 8  | The Sins of the Quarterback |                 | 1985             |                 |
| 9  | I Only Read Defenses        |                 | 1985             |                 |
| 10 | Wine Time                   |                 | 1985             |                 |
| 11 | Rona's Fling                |                 | 1985             |                 |
| 12 | Not Quite Mr. Right         |                 | 1985             |                 |
| 13 | Super Bull Sunday           |                 | 1985             |                 |